# Bulbophyllum pendulum
Bulbophyllum pendulum là một loài phong lan.